# Beziehungen zwischen den Vereinigten Staaten und Vietnam
Die Beziehungen zwischen den Vereinigten Staaten von Amerika (USA) und Vietnam waren bis in die 1990er Jahre stark von den Ereignissen des Vietnamkriegs geprägt. 1995 kam es zu einer Normalisierung der Beziehungen unter US-Präsident Bill Clinton, nachdem ein Jahr zuvor das US-amerikanische Handelsembargo gegen Vietnam aufgehoben worden war. Beide Länder haben ihre wirtschaftlichen und politischen Beziehungen seitdem deutlich vertieft. Trotz der Vergangenheit gilt Vietnam heute als potenzieller Verbündeter der Vereinigten Staaten, insbesondere im geopolitischen Kontext der Gebietsstreitigkeiten im Südchinesischen Meer und bei der Eindämmung des chinesischen Expansionismus. Die Einstellung der vietnamesischen Öffentlichkeit gegenüber den USA ist positiv und bei einer Umfrage des Pew Research Center von 2017 hatten 84 % der Vietnamesen eine positive Meinung von den USA, was zu den weltweit höchsten Werten gehört.

## Geschichte
Im Jahr 1829 schickte US-Präsident Andrew Jackson eine diplomatische Delegation unter der Leitung von Edmund Roberts auf der USS Peacock in das Königreich Vietnam, um bilaterale Beziehungen aufzubauen und den Handel zwischen den beiden Ländern zu erweitern. Das Schiff traf am 2. Januar 1833 in Vũng Lấm, Provinz Phú Yên, ein. Die amerikanisch-vietnamesischen Beziehungen blieben nach vielen Meinungsverschiedenheiten und Spannungen von 1836 bis 1859 eingefroren. 1873 hatte Vietnam Schwierigkeiten, sich gegen die eindringenden französischen Truppen in Nordvietnam zu behaupten. Kaiser Tự Đức ernannte Außenminister Bùi Viện zum „Großen Gesandten“ und schickte ihn in die Vereinigten Staaten, um Unterstützung und Hilfe gegen die Franzosen zu erbitten. Dort traf sich eine vietnamesische Gesandtschaft mit US-Präsident Ulysses S. Grant. Grant versprach Hilfe und ein Bündnis mit Vietnam. Der US-Kongress sprach sich jedoch gegen eine Intervention in Vietnam aus. 1884 wurde Vietnam vollständig von Frankreich erobert und Teil von Französisch-Indochina.

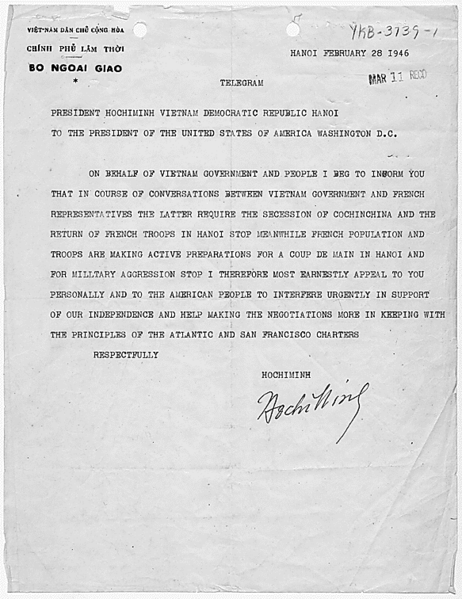
Ein Telegramm von Hồ Chí Minh an den US-Präsidenten Harry S. Truman mit Bitte um Unterstützung im Indochinakrieg gegen Frankreich (1946)

Die Vereinigten Staaten und Vietnam unterhielten während des Zweiten Weltkriegs Beziehungen zu den nationalistischen Việt Minh-Rebellen und nicht zur französischen Kolonie Vietnam, als eine Gruppe amerikanischer Agenten des Office of Strategic Services (OSS), des Vorläufers der Central Intelligence Agency (CIA), in Vietnam landete und mit dem späteren Führer Nordvietnams, Hồ Chí Minh, zusammentraf. Dieser galt als ein Freund der Amerikaner. Die 1944 im gebirgigen Nordwesten Vietnams gegründete vietnamesische Volksarmee wurde vom OSS unterstützt und von amerikanischen Militärangehörigen ausgebildet, um sie gegen das Japanische Kaiserreich in Indochina kämpfen zu lassen. Auch Võ Nguyên Giáp wurde von den USA ausgebildet.
1950 etablierten die USA diplomatische Beziehungen mit Vietnam und errichteten zwei Jahre später eine Botschaft in Saigon. Als Resultat des Ersten Indochinakriegs kam es 1954 zur Teilung Vietnams in einen kommunistischen Norden und einen kapitalistischen Süden. Die USA erkannten im Rahmen des Kalten Krieges nur die südliche Republik Vietnam an und hatten den Franzosen im ersten Indochinakrieg gegen die von den Sowjets unterstützten ehemaligen Verbündeten des Việt Minh geholfen. Präsident Dwight D. Eisenhower entsendete 1955 die Military Assistance Advisory Group zur Ausbildung der Streitkräfte Südvietnams. Dies markiert den offiziellen Beginn der amerikanischen Intervention in Vietnam, welche vom Vietnam Veterans Memorial anerkannt wird.

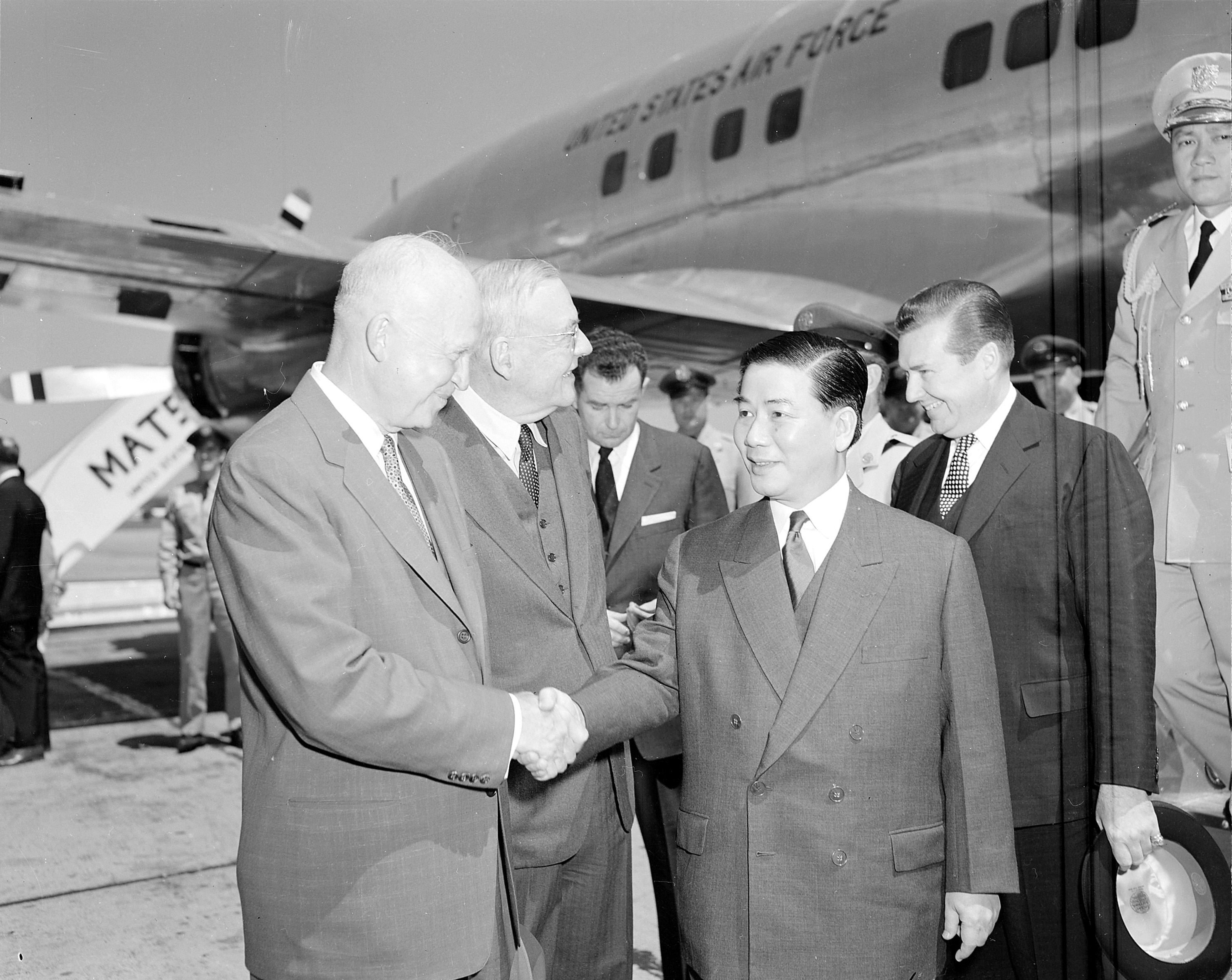
Dwight D. Eisenhower und Ngô Đình Diệm (1957)

Im Rahmen der Containment-Politik wurde die Unterstützung Südvietnams unter John F. Kennedy in den 1960er Jahren verstärkt. Nach der Domino-Theorie befürchteten die Vereinigten Staaten bei einem Fall Südvietnams eine Ausbreitung des Kommunismus in Südostasien und Südvietnam wurde zu einem von US-Hilfszahlungen abhängigen Satellitenstaat. Im November 1963 segneten die USA den Sturz des südvietnamesischen Präsidenten Ngô Đình Diệm durch einen Putsch ab. Kennedys Nachfolger Lyndon B. Johnson schickte weitere US-Soldaten nach Vietnam und die Truppenbeteiligung erreichte im April 1969 unter Richard Nixon mit 543.000 in Vietnam stationierten amerikanischen Kampftruppen ihren Höhepunkt. Mehr als drei Millionen Amerikaner haben im Vietnamkrieg gedient, von denen etwa 1,5 Millionen tatsächlich auch im Kampfeinsatz waren. Zwischen 1953 und 1975 hatten die Vereinigten Staaten schätzungsweise 168 Milliarden US-Dollar für den Krieg ausgegeben (das entspricht einer Billion Dollar im Jahr 2021).

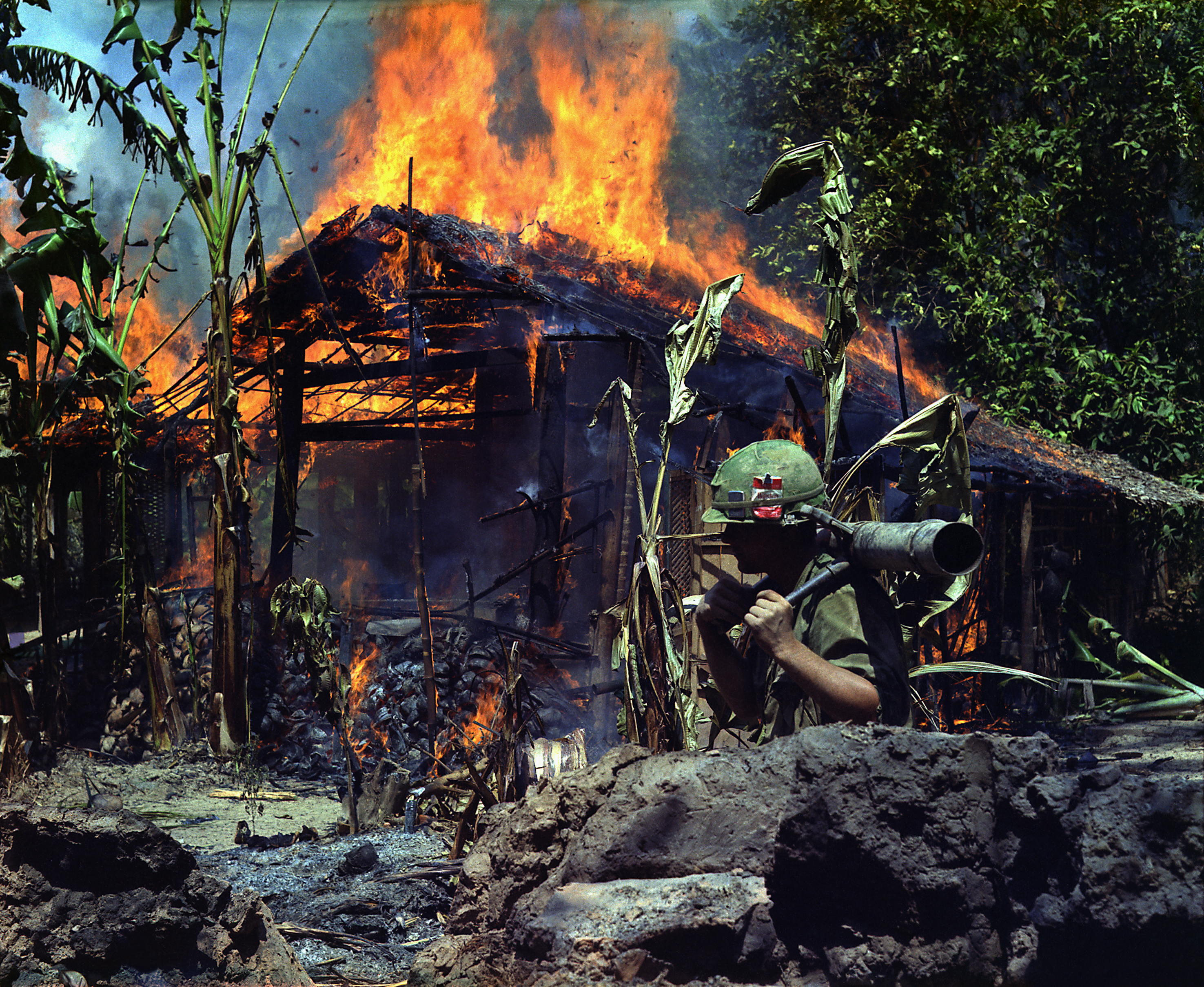
Vietnamkrieg (1968)

Trotz der technologischen Überlegenheit der US-Streitkräfte waren die Nordvietnamesen in einem zähen Guerillakrieg nicht zu besiegen und sogar zu offensiven Manövern wie der Tet-Offensive 1968 in der Lage. Der Krieg war innenpolitisch umstritten, verursachte hohe Kosten und führte auch unter US-Verbündeten zu Kritik. Unter Nixon begannen die USA deshalb ihr Engagement zurückzufahren und 1973 wurden die letzten amerikanischen Truppen nach dem Vertrag von Paris abgezogen. Als die USA auch ihre Hilfen für Südvietnam kürzten, startete der Norden eine erneute Offensive und eroberte 1975 ganz Vietnam. Beim Fall von Saigon mussten die Vereinigten Staaten ihre Botschaft evakuieren. Insgesamt kostete der Krieg mehr als zwei Millionen Menschen das Leben, darunter knapp 60.000 US-Amerikaner. Die US-Streitkräfte setzten im Krieg chemische Waffen wie Agent Orange ein und verübten Kriegsverbrechen wie das Massaker von Mỹ Lai.
Nach der Eroberung des Südens wurden bei politischen Säuberung der Nordvietnamesen hunderttausende Menschen getötet oder vertrieben (Boatpeople). Die USA nahmen infolgedessen Flüchtlinge aus Vietnam auf. Die Beziehungen zwischen der wiedervereinigten Sozialistischen Republik Vietnam und den Vereinigten Staaten gestaltete sich anfangs antagonistisch. Vietnam verlangte Reparationen für die Kriegsschäden von den USA und die Amerikaner Informationen über vermisste oder getötete amerikanische Soldaten in Vietnam. Im Jahr 1987 setzten die USA unter Präsident Ronald Reagan das 1975 gegen Hanoi verhängte Handelsembargo weiter fort und verhinderten normale Beziehungen, solange vietnamesische Truppen Kambodscha besetzten.

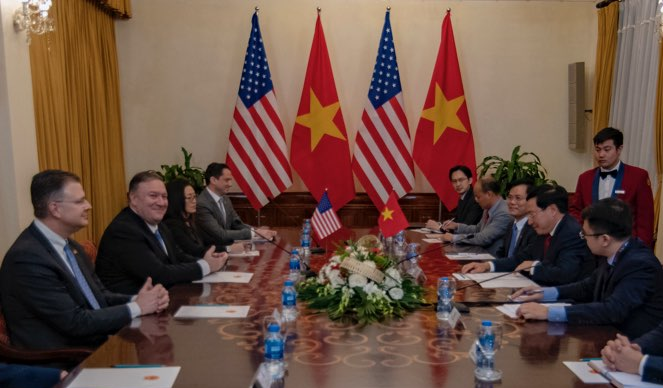
Bilaterales Treffen mit Mike Pompeo und Phạm Bình Minh (2019)

Nach dem Ende des Kalten Krieges wurde das Embargo 1994 von Bill Clinton aufgehoben und ein Jahr später wurden die diplomatischen Beziehungen normalisiert. 1997 erklärte sich die vietnamesische Regierung bereit, die Schulden der südvietnamesischen Regierung in Höhe von damals 140 Millionen US-Dollar zu begleichen, um den Handel mit den USA zu ermöglichen. Es wurde ein Menschenrechtsdialog eingeleitet und 2000 ein Handelsabkommen abgeschlossen. Im Januar 2007 verabschiedete der US-Kongress ein Freihandelsabkommen mit Vietnam und die Wirtschaftsbeziehungen beider Länder erreichten neue Höhen. Im Juli 2015 empfingen die Vereinigten Staaten den Generalsekretär der Kommunistischen Partei Vietnams, Nguyễn Phú Trọng, zum allerersten Besuch eines Generalsekretärs der KP Vietnams in den Vereinigten Staaten, nachdem sich die Obama-Regierung intensiv um eine Verbesserung der Beziehungen zu Vietnam bemüht hatte. Im Jahre 2023 erhob Vietnam formell die Beziehungen zu den USA auf die gleiche Stufe wie die zu der Volksrepublik China und zu Russland.

## Militärische und sicherheitspolitische Beziehungen
Im Vietnamkrieg kämpften die US-Streitkräfte an der Seite der Südvietnamesen gegen die vietnamesische Volksarmee. Nach der Niederlage des Südens wurden die militärischen Beziehungen abrupt unterbrochen und zum Teil hochmodernes militärisches Gerät der Amerikaner fiel in die Hände der Vietnamesen. Diese verwendeten die Ausrüstungsgegenstände entweder in den eigenen Streitkräften oder gaben das Material an Verbündete ab. Anfang Oktober 2014 beschlossen die Vereinigten Staaten eine Lockerung ihres langjährigen Waffenembargos gegen Vietnam. 2015 wurde ein Abkommen zur verstärkten militärischen Zusammenarbeit abgeschlossen und im Mai 2016 kündigte Präsident Obama bei seinem Besuch in Vietnam die vollständige Aufhebung des Embargos an. Im Mai 2017 lieferten die USA sechs Patrouillenboote an die vietnamesische Küstenwache. Die Zusammenarbeit deutet darauf hin, dass die gemeinsamen Sicherheitsbedenken in Bezug auf die chinesischen Aktivitäten im Südchinesische Meer die militärischen Beziehungen zwischen den USA und Vietnam gestärkt haben. Im November 2024 erhielten die vietnamesischen Luftstreitkräfte erstmals seit dem Vietnamkrieg wieder Militärmaschinen aus US-amerikanischer Produktion. Der Vertrag wurde bereits im August 2022 unterzeichnet, und die gesamte Flotte von insgesamt zwölf Beechcraft-T-6C-Übungsflugzeugen wird voraussichtlich bis Mitte 2025 ausgeliefert sein.
Nach Angaben des Council on Foreign Relations beruht die vietnamesische Verteidigungspolitik auf dem Prinzip der „vier Neins“: keine Militärbündnisse, keine ausländischen Truppen auf vietnamesischem Boden, keine Partnerschaft mit einer ausländischen Macht zur Bekämpfung einer anderen und keine Gewalt oder Gewaltandrohung in internationalen Beziehungen. Vietnam versucht es zu vermeiden, sich zu eng an eine bestimmte Regionalmacht zu binden, und schränkt sein Engagement gegenüber den Vereinigten Staaten ein, um China nicht zu verärgern, was ein Militärbündnis mit den USA bisher verhindert hat.

## Wirtschaftsbeziehungen
Seit dem Beginn der Đổi-mới-Politik in Vietnam sind ausländische Direktinvestitionen in Vietnam möglich. Die Handels- und Wirtschaftsbeziehungen wurden seit der politischen Annäherung beider Länder deutlich ausgebaut. 2021 betrug das bilaterale Handelsvolumen 112 Milliarden US-Dollar, davon waren 102 Milliarden US-Dollar amerikanische Importe aus Vietnam. Vietnam war damit der zehntgrößte Handelspartner der USA und die USA sind für Vietnam der wichtigste Exportmarkt. Aufgrund der niedrigen Produktionskosten importierten die USA anfangs vor allem Textilien aus Vietnam, aber mit steigender Tendenz auch Waren der Spitzentechnologie. Im Rahmen des Handelskonflikt zwischen den Vereinigten Staaten und der Volksrepublik China investieren viele US-amerikanische Unternehmen zur Diversifizierung ihrer Lieferketten in Vietnam. So verlagert z. B. das Unternehmen Apple die Herstellung seiner Produkte zunehmend von China nach Vietnam und Südostasien. Mit dem Wachstum der Wirtschaft in Vietnam sind zunehmend auch vietnamesische Unternehmen in den USA präsent. So kündigte der vietnamesische Autohersteller Vinfast 2022 die Errichtung einer Produktionsstätte für Elektroautos in North Carolina an.

## Migration

Vietnamesen in den Vereinigten Staaten (2010)

In den Vereinigten Staaten lebten 2019 knapp 2,2 Millionen Menschen vietnamesischer Abstammung. Sie sind die viertgrößte asiatisch-amerikanische ethnische Gruppe nach den chinesischen Amerikanern, den philippinischen Amerikanern und den indischen Amerikanern. Die vietnamesische Gemeinschaft in den Vereinigten Staaten war bis zur Einwanderung von Südvietnamesen in das Land nach dem Vietnamkrieg, der 1975 endete, minimal. Bei den frühen Einwanderern handelte es sich um Flüchtlinge, die im Vietnamkrieg loyal zum inzwischen aufgelösten Südvietnam waren und aus Angst vor politischer Verfolgung flohen.
Vietnam wird aufgrund der niedrigen Lebenshaltungskosten zunehmend von amerikanischen Rentnern als Altersruhesitz gewählt.